# Jean-Baptiste van Merlen
Jean-Baptiste van Merlen (Antwerpen, (doopdatum) 11 mei 1772 – Waterloo, 18 juni 1815) was een Vlaams officier in het Franse leger van keizer Napoleon en later generaal-majoor in het leger van het Verenigd Koninkrijk der Nederlanden.

## Biografie

### Van Merlen met Napoleon
Geboren te Antwerpen in 1772 als telg uit het geslacht Van Merlen, bevond Van Merlen zich in zijn twintiger jaren in de door Frankrijk geannexeerde Zuidelijke Nederlanden. Hij stamde uit een katholieke Antwerpse familie en vocht als zestienjarige tijdens de Brabantse Omwenteling. Hij voegde zich bij het Franse leger, eerst als luitenant bij het eerste regiment Belgen dat diende in de Grande Armée onder Napoleon.
Hij nam aan Franse zijde als cavaleriegeneraal van de Nederlandse huzaren deel aan de Spaanse Onafhankelijkheidsoorlog. Hij leidde huzaren ook tijdens de Slag bij Bergen in 1799 waar hij van zijn paard werd geworpen en 's nachts zich kilometers ver sleepte tot Franse schildwachten hem opmerkten.
Tijdens de nasleep van de veldtocht van Napoleon naar Rusland, nam Van Merlen deel aan de campagnes in Centraal-Europa. In de Slag van Almonacid op 11 augustus 1809 maakte hij dertig kanonnen en een karavaan van 366 lastdieren buit. Hij vocht in de Slag bij Lützen (1813) als bevelhebber van de 1e Brigade in de 3e divisie van de Lichte Cavalerie van divisiegeneraal Louis Pierre Aimé Chastel, in het 1e cavaleriecorps van Victor de Fay de La Tour-Maubourg. Zijn brigade telde 22 officieren en 520 troepen, waaronder delen van de 6e, 8e, 25e Jagers te Paard en de Jagers van het Portugese Legioen, en de 6e Huzaren.
Hij verwierf meer faam tijdens de Slag bij Ulm in 1805 en tijdens de Slag bij Leipzig werden twee paarden onder hem uit geschoten. Op 31 januari 1814 geraakte hij gewond tijdens een cavalerieschermutseling en kreeg drie lansstoten. Hij bleef krijgsgevangen tot begin juni en hoorde bij zijn vrijlating dat Napoleon hem tot baron had benoemd op 5 april 1814, de dag voor zijn abdicatie. Hij kon de keizer nog spreken op het kasteel van Fontainebleau vooraleer die verbannen werd naar Elba. Op 16 juni kreeg hij op zijn verzoek aan de Bourbonregering eervol ontslag uit het Franse leger.

### Van Merlen tegen Napoleon
Van Merlen bleef in het Franse leger tot 1815, toen hij zich bij het leger van het Verenigd Koninkrijk der Nederlanden voegde. De val van keizer Napoleon had immers een grote groep werkloze militairen met veel militaire ervaring achtergelaten en de verschillende koninklijke legers boden deze mannen functies aan om de kwaliteit van hun legers op te krikken. Ook koning Willem I rekruteerde voor zijn nieuw opgerichte Nederlandse leger napoleontische veteranen om zijn royalistische officierenkorps aan te vullen of te vervangen. Cavalerist Van Merlen kreeg zo een aanstelling als bevelhebber van de 2e Lichte Brigade Cavalerie met 741 ruiters, onder het bevel van luitenant-generaal Jean Antoine de Collaert.
Door de terugkeer van Napoleon en de Franse dreiging in de Honderddagencampagne werd er al snel beroep gedaan op het nieuwe Nederlands-Belgisch leger. Het bestond in juni 1815, naast de cavaleriedivisie van Collaert met 3064 ruiters en 241 artilleristen uit drie infanteriedivisies waaronder een gemengde afdeling onder lord Hill met 5907 Britten en 4514 man van andere nationaliteiten, luitenant-generaal Hendrik George de Perponcher Sedlnitsky met 7878 man en luitenant-generaal David Hendrik Chassé met 8253 man. De Belgen in deze eenheden waren in de minderheid, naar een verhouding van een op drie.

#### Quatre-Bras
Van Merlen, aan het hoofd van zijn goed herkenbare huzaren in hemelsblauwe uniformen, had negen uur lang ononderbroken te paard gezeten op weg van Nijvel naar dit belangrijke kruispunt. Ze verleenden steun aan kapitein Jan Maarten van Bronkhorst die aan het hoofd stond van het 7e Nederlandse militiebataljon. Tijdens de Slag bij Quatre-Bras op 16 juni 1815 droeg Van Merlens brigade bij aan het slechte imago van de Nederlands-Belgische troepen toen een van Van Merlens commandanten, de onervaren Nederlandse royalist Willem François Boreel, onder de ogen van de Britten zijn 6e regiment Huzaren een roekeloze charge liet aanvatten die uitmondde in een chaotische vlucht waarbij 13 mannen het leven lieten en een groot aantal anderen gewond raakte. Toch belette deze aanval dat de infanterie onder leiding van Perponcher werd overweldigd door de geharde Franse veteranen van het 6e Chasseurs en het 5e Lansiers. Rond zes uur 's avonds sloeg luitenant-kolonel Maurice de Mercx (1781-1856) op bevel van Van Merlen, met twee overgebleven eskadrons een aanval van de kurassiers van François Étienne de Kellermann af.

#### Waterloo
Op 17 juni, nadat de troepen van Van Merlen de nacht hadden doorgebracht in Quatre-Bras, trok de gehavende cavalerie over de weg naar Brussel richting Zoniënwoud. 's Anderendaags zag Van Merlen van op een afstand de strijd die ontstond om Hougoumont, een belangrijke fase tijdens de Slag bij Waterloo. Hij voorvoelde zijn dood toen hij tegen Charles Étienne de Ghigny en Edward Nevil Macready zei: En voor mij zal het de laatste dag worden.
Generaal Uxbridge voerde rond half drie aan de oostelijke zijde van de weg naar Brussel een roekeloze charge uit met de Household Brigade en de Union Brigade. Aanvankelijk had die succes maar toen de Franse generaal Jean-Baptiste Milhaud een tegenaanval lanceerde werden de ruiters van Uxbridge neergesabeld en gespietst. Dankzij de charge van de dragonders en huzaren onder Ghigny en Van Merlen stopte de Franse tegencharge en konden een aantal Britse ruiters ontsnappen. Ook toen Michel Ney zijn befaamde cavaleriecharge lanceerde kwam Van Merlen opnieuw in actie. Toen hij hiervan terugkeerde en zichzelf en zijn paard rust gunde, werd hij in de buikstreek getroffen door een laagvliegende kanonskogel waardoor zijn ingewanden uit zijn buik puilden. Een van zijn adjudanten, Jan Baptist Van Doren, bleef bij hem tot hij twee uur later overleed. Zijn lichaam werd nooit teruggevonden. Men vond wel, op de tafel van zijn laatste rustplaats, een afscheidsbrief die gericht was aan zijn vrouw Reina Gesina Star Lichtenvoort die weduwe zou blijven.
Van Merlens zoon Bernard van Merlen vocht onder zijn commando in Waterloo en werd ook generaal-majoor. Een Koninklijk Besluit van 12 juni 1836 verhief hem in de Nederlandse adel. De naam leeft nog voort in de sinds 1951 Belgische adellijke familie Jacobs van Merlen.
In Berchem is er een Generaal van Merlenstraat. Ook in Nederland draagt een aantal straten zijn naam.

## Galerij

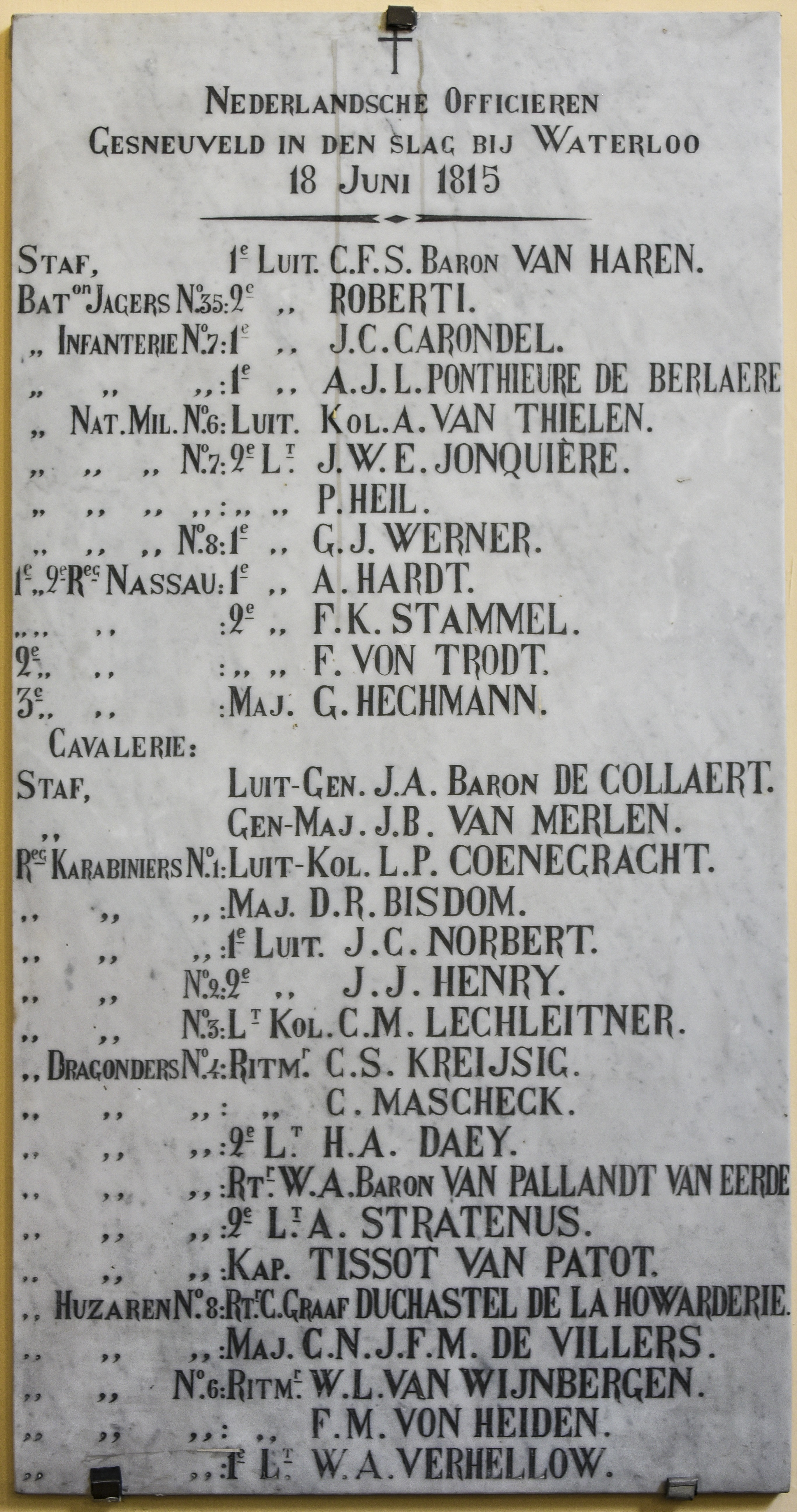
Gedenkplaat met van Merlen in de Sint-Jozefskerk (Waterloo)
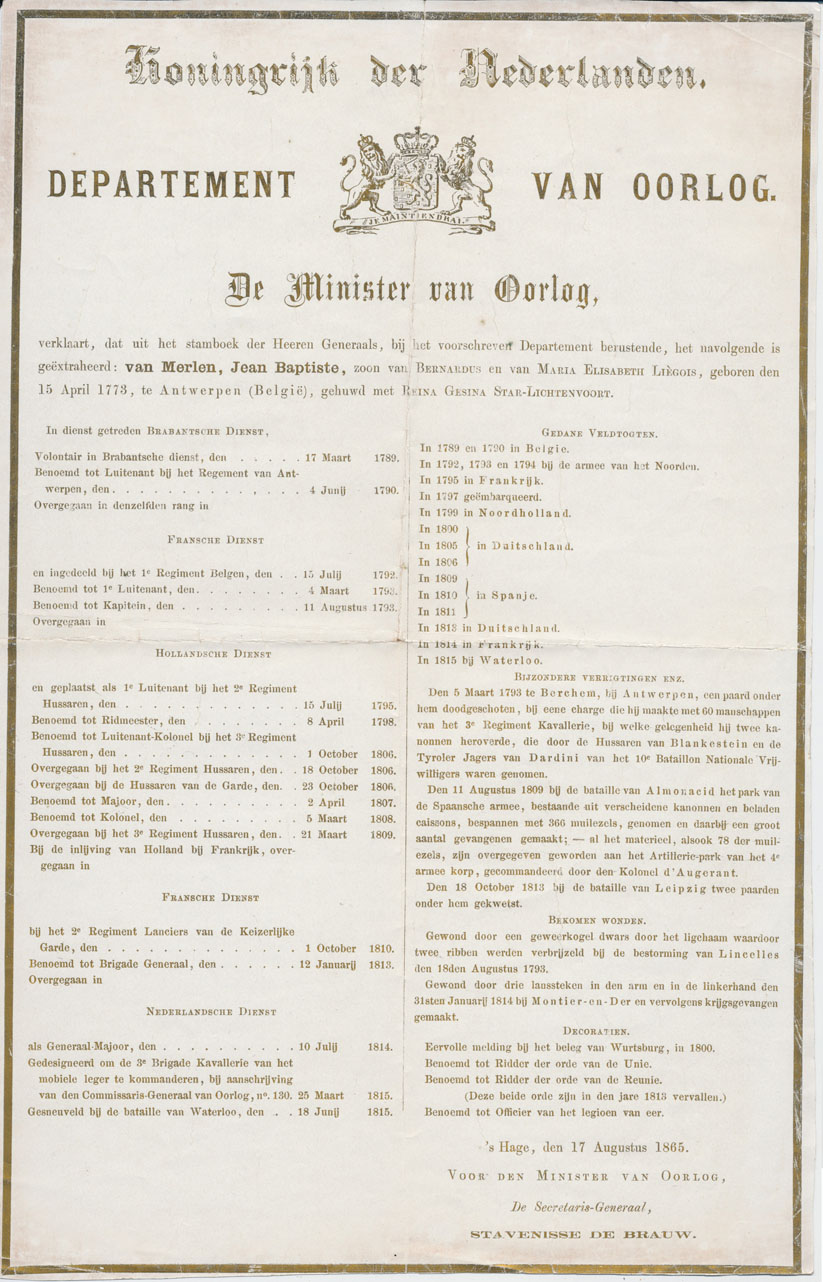
Getuigschrift NL
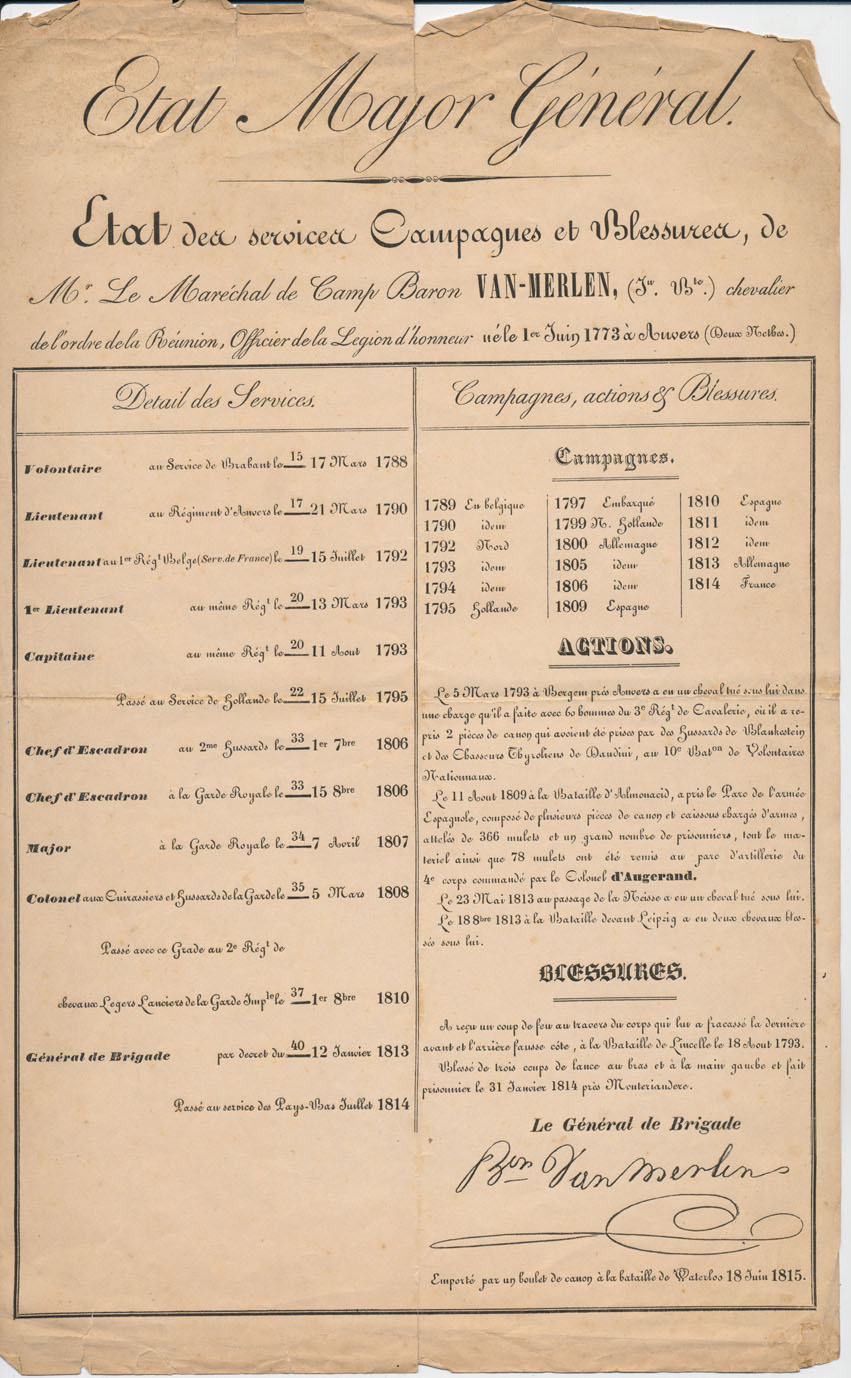
Getuigschrift FR
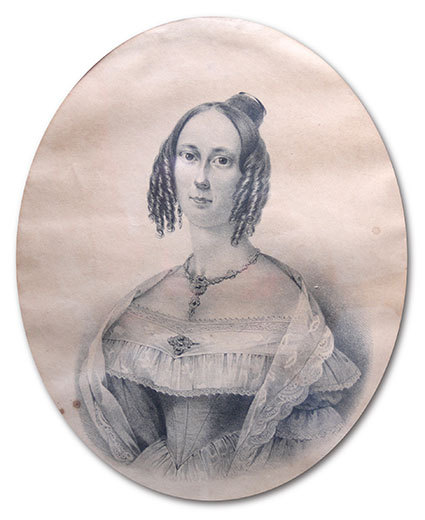
Zijn echtgenote Reina Gesina Star Lichtenvoort

- Virtual International Authority File: 305192147